# Stazione di Lisbona Santa Apolónia
La stazione di Lisbona Santa Apolónia (in portoghese estação de Lisboa-Santa Apolónia) è una stazione ferroviaria di Lisbona, Portogallo, gestita dalla Infraestruturas de Portugal.

## Struttura e impianti
La stazione si trova nella freguesia di São Vicente, lungo la Avenida Infante Dom Henrique. Venne inaugurata nel 1856 come stazione provvisoria della linea Lisbona-Carregado. Nel 1862 iniziarono i lavori di costruzione della stazione definitiva che venne inaugurata il 1º maggio 1865. Sottoposta più volte ad importanti lavori di ammodernamento a metà del XX secolo, la stazione dispone di sette binari.
L'edificio, di stile neoclassico, dispone di una navata centrale che misura 117 metri di lunghezza, 24,60 metri di larghezza e un'altezza massima di 13 metri.
Nel piazzale antistante la stazione, nel 2010 è stato posto un gruppo scultoreo raffigurante un uomo e la sua famiglia con la valigia, in omaggio agli emigranti portoghesi che partivano da questa stazione verso l'estero per lavoro.

## Servizi ferroviari

### Internazionali
- Lisbona-Hendaye-Parigi (Sud Express);
- Lisbona-Madrid (Lusitânia).

### Alfa Pendular
Elettrotreno Alfa Pendular
- Lisbona - Porto Campanhã;
- Lisbona  - Braga;
- Lisbona  - Guimarães.

#### Intercity (Intercidades)

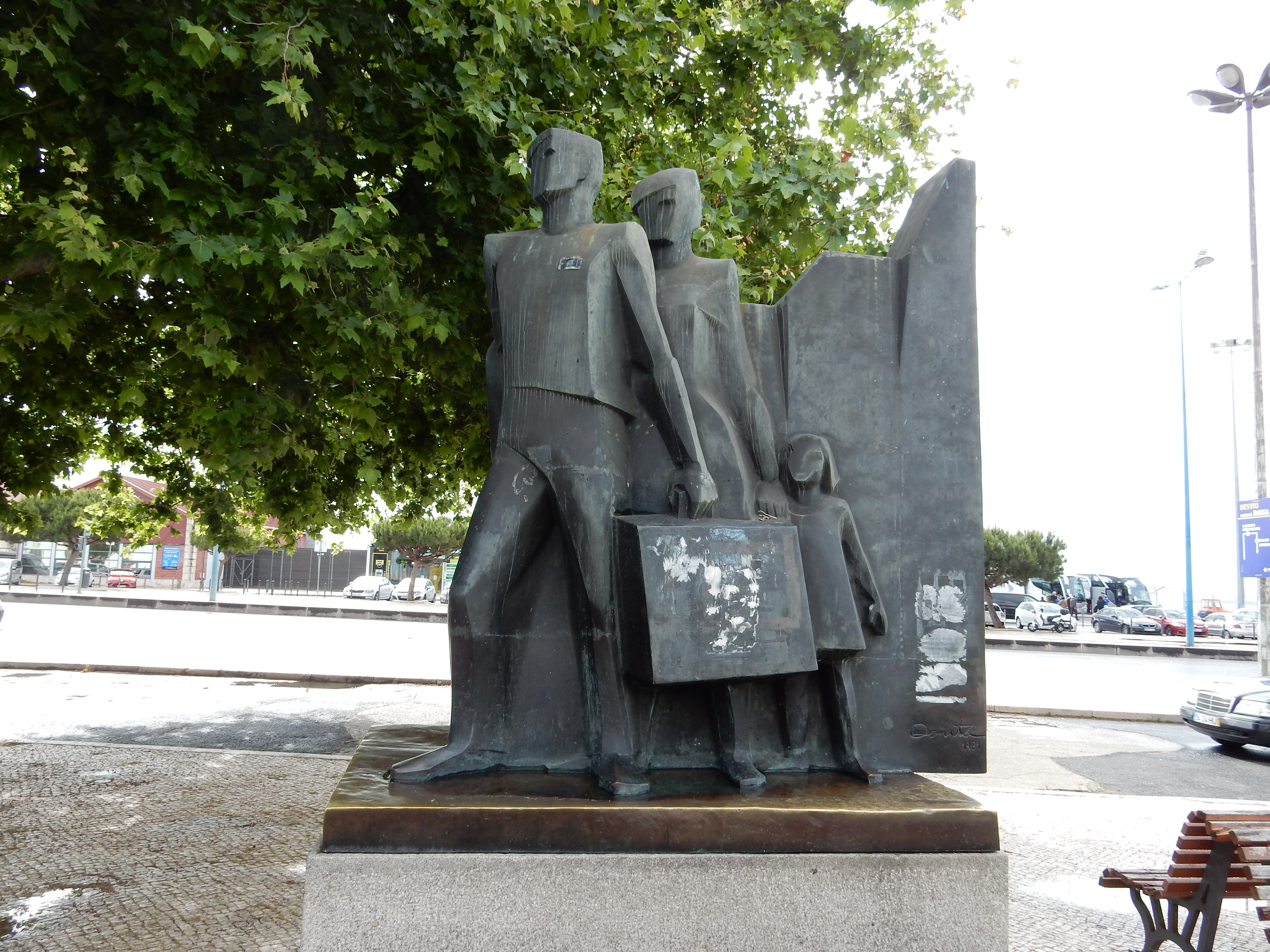
Omaggio all'emigrante

- Lisbona - Porto Campanhã;
- Lisbona-Braga;
- Lisbona-Guimarães;
- Lisbona-Guarda;
- Lisbona-Covilhã;
- Lisbona-Faro.

#### Interregionali (Interregional)
- Lisbona-Porto;
- Lisbona-Tomar;
- Lisbona-Entrocamento;

#### Regionali (Regional)
- Lisbona-Tomar;
- Lisbona-Entrocamento;
- Lisbona-Leiria;
- Lisbona-Castelo Branco;
- Lisbona-Porto;
- Lisbona-Guarda;
- Lisbona-Torres Vedras / Caldas da Rainha

#### Suburbana (CP Lisboa)
- Lisbona-Sintra (Linha de Sintra);
- Lisbona-Azambuja (Linha da Azambuja)

## Interscambio
La stazione di Santa Apolónia è servita dalla metropolitana di Lisbona (stazione di Santa Apolónia, linea blu) oltre che da numerose linee dell'azienda di trasporto pubblico di Lisbona.